# Малые Мочилы
Малые Мочилы — деревня в Пителинском районе Рязанской области. Входит в Пеньковское сельское поселение (Рязанская область)

## География
Находится в северо-восточной части Рязанской области на расстоянии приблизительно 4 км на восток по прямой от районного центра поселка Пителино.

## История
В 1862 году здесь (тогда деревня Елатомского уезда Тамбовской губернии) было учтено 36 дворов.

## Население
Численность населения: 516 человек (1862 год), 830 (1914), 14 в 2002 году (русские 93 %), 4 в 2010.